# Asplenium regis
Asplenium regis är en svartbräkenväxtart som beskrevs av Edwin Bingham Copeland. Asplenium regis ingår i släktet Asplenium och familjen Aspleniaceae. Inga underarter finns listade.